# Patienttelefon
Möjligheten för en inlagd patient på ett sjukhus, att få en egen telefon med tillhörande telefonnummer vid sin sängplats. Telefonen klara att ta emot samtal likväl som att ringa ut på. Inkommande samtal spärras dock ofta mellan klockan 21:00 och 07:00. Patienten betalar sina egna samtal och ofta en abonnemangsavgift.